# Renault 9
La 9 era una autovettura berlina di classe medio-bassa, prodotta dalla casa automobilistica Renault tra il 1981 ed il 1988 e fino al 2000, solo per alcuni mercati emergenti.

## Storia e profilo

### Debutto del modello
Nel 1977 fu avviato il progetto L42, il cui fine era quello di realizzare una vettura di fascia medio-bassa con carrozzeria berlina a tre volumi, che potesse porsi come alternativa alla più pratica carrozzeria a due volumi con portellone, proposta invece dalla Renault 14. Quest'ultima, lanciata solo un anno prima, stava mostrando infatti una certa difficoltà a far breccia nel cuore dei potenziali clienti, per cui la Régie pensò di integrare l'offerta della sua gamma di vetture con una della medesima fascia della R14, ma con corpo vettura differente. Non solo, ma la Casa della Losanga ebbe in mente di tornare nel mercato statunitense proprio con il nuovo modello che sarebbe nato dal progetto L42, per cui, oltre alla classica linea a tre volumi, doveva possedere anche marcate doti di sobria eleganza. Insomma, la vettura avrebbe dovuto divenire una "world car" allo stesso modo in cui le Case automobilistiche giapponesi stavano cominciando ad esportare i loro modelli in tutto il mondo, erodendo tra l'altro le fette di mercato fino a quel momento esclusivo appannaggio dei costruttori europei e nordamericani nei rispettivi continenti.
Per quanto riguarda lo stile, l'équipe di designer della Renault era a quei tempi diretta da Robert Opron, già con una più che valida esperienza presso la Citroën, della quale firmò la linea di alcuni dei suoi modelli più famosi, come la GS e la CX. Per creare una vettura che potesse mettere tutti d'accordo (e con tutti si intendeva sia i vertici della Casa sia i gusti dei clienti nei vari mercati del mondo) e ridurre il più possibile i rischi di flop commerciale, Opron disegnò una linea molto semplice, per alcuni versi quasi scontata.
Intanto, nel gennaio del 1979, la Renault siglò un accordo commerciale con la American Motors Corporation, in base al quale la Casa francese si sarebbe servita della rete di distribuzione del colosso statunitense per commercializzare alcuni suoi modelli ed in cambio avrebbe permesso all'AMC di commercializzarne di suoi in Europa. Tale accordo fu proprio ciò che serviva alla Casa francese per agevolare lo sbarco negli USA e renderlo meno sperimentale rispetto al passato.
Tuttavia, poiché la R14 continuava a stentare nelle vendite, fu avviato un progetto parallelamente al progetto L42, al fine di produrre una nuova berlina a 2 volumi con portellone, che potesse riscattare i magri numeri di produzione della R14. Tale progetto sfocerà nella Renault 11.
La nuova vettura fu presentata con il nome di Renault 9 al Salone di Francoforte del settembre 1981.

#### Design ed interni
Come voluto dal francese Robert Opron, la R9 si presentò come una classica berlina a tre volumi priva di qualsiasi elemento di originalità. Tale tendenza è particolarmente visibile nel frontale, dal disegno estremamente semplice con la sua calandra in plastica nera, i suoi gruppi ottici rettangolari e lo scudo paraurti anch'esso in plastica. Molto classica la fiancata, solcata solo da due nervature, una all'altezza dei gruppi ottici ed una che andava idealmente ad unire le due estremità superiori dei due scudi paraurti. I passaruota erano di disegno differenziato dall'anteriore al posteriore (quelli dietro erano più schiacciati) e le superfici vetrate erano piuttosto ampie conferendo luminosità all'interno e favorendo la visibilità durante le manovre. Posteriormente il leitmotiv della semplicità si ripeteva riproponendo gruppi ottici rettangolari ed un paraurti in plastica dal disegno privo di fronzoli o slanci stilistici.
Estremamente classici, ma ben rifiniti, gli interni, dove spiccava la riuscita plancia con ampia consolle centrale, ma anche il cruscotto di forma rettangolare e piuttosto completo anche nelle versioni di base. La selleria era in tessuto, mentre il volante era forse uno degli elementi più originali dell'intera vettura, per via delle sue due razze disposte ad U. L'abitacolo si rivelò piuttosto spazioso e versatile, considerando il tipo di vettura e l'epoca del suo debutto. Furono particolarmente sottolineati dalla stampa specializzata aspetti come la ridotta distanza tra le guide dei sedili anteriori, fatto che permetteva ai passeggeri posteriori di allungare maggiormente le gambe. Buona anche la capienza del bagagliaio, con i suoi 400 litri di capacità.

#### Struttura e meccanica
La ricerca di soluzioni semplici pareva dominare anche dal punto di vista della meccanica, ma con almeno due eccezioni: innanzitutto la Renault 9 nacque su un pianale progettato ad hoc per la nuova vettura e che solo in un secondo momento sarebbe stato condiviso con la R11; in secondo luogo, la R9 fu la seconda Renault in assoluto a montare il motore in posizione trasversale (la prima fu la Renault 14). Restavano invece invariati, rispetto alla restante produzione Renault, la configurazione "tutto avanti". La scelta di posizionare il motore trasversalmente fu motivata dall'esigenza di ottimizzare lo spazio interno a disposizione degli occupanti. Infatti, una delle specifiche imposte dal progetto L42 fu quella di ottenere una vettura pratica pur senza poter disporre del portellone posteriore già presente nella R14. Classica anche la scelta delle sospensioni, tutte a ruote indipendenti, ma con avantreno di tipo MacPherson con molle elicoidali e retrotreno a bracci tirati con barre di torsione. L'impianto frenante prevedeva dischi all'avantreno e tamburi al retrotreno, mentre lo sterzo era a cremagliera.
Sebbene modificati per poter essere montati in posizione trasversale, i motori della gamma della Renault 9 erano tutti della già collaudata famiglia Cléon. Si trattava quindi di unità a 4 cilindri con distribuzione a valvole in testa ed asse a camme laterale, non più nuovi (i primi Cléon risalivano già a vent'anni prima) ma assai apprezzati per le loro doti di robustezza ed affidabilità, nonché per la loro semplicità di manutenzione.
Al suo esordio la gamma motori della R9 era così articolata:
- 1.1: motore C1E da 1108 cm³ con potenza massima di 48 CV;
- 1.4: motore da 1397 cm³ nelle varianti C1J da 60 CV e C2J da 72 CV.

Il cambio era manuale a 4 marce per quasi tutta la gamma, salvo le versioni di punta che invece montavano un cambio a 5 marce. Era comunque disponibile a richiesta anche un cambio automatico a 3 rapporti, abbinabile solo con il motore 1.4 proposto in questo caso in una variante depotenziata a 68 CV.

#### Allestimenti
Al suo debutto, la R9 fu proposta in diversi livelli di allestimento:
- C, TC e GTC: livelli di base previsti in abbinamento con il motore 1.1 da 48 CV e comprendenti tra l'altro i cerchi in acciaio da 13 pollici;
- TL, GTL e TLE: livelli di allestimento intermedi previsti in abbinamento con il motore 1.4 da 60 CV e comprendenti cerchi in acciaio da 13 pollici di diverso disegno rispetto a quelli degli allestimenti inferiori, paraurti con inserti cromati ed un piccolo spoiler in plastica sulla coda;
- GTS e TSE: livelli di punta previsti solo in abbinamento con il motore 1.4 da 72 CV e comprendenti cerchi in lega da 13 pollici ed un allestimento estetico più sportiveggiante nella GTS e più elegante nella TSE.

Vi furono anche differenze significative negli allestimenti a seconda del mercato di destinazione: per esempio, in Italia era assente la versione di base C, e la gamma partiva dall'allestimento TC, mentre era invece previsto un allestimento TCE, il più ricco tra quelli che prevedevano il motore da 1.1 litri.

### Evoluzione

#### La gamma in generale

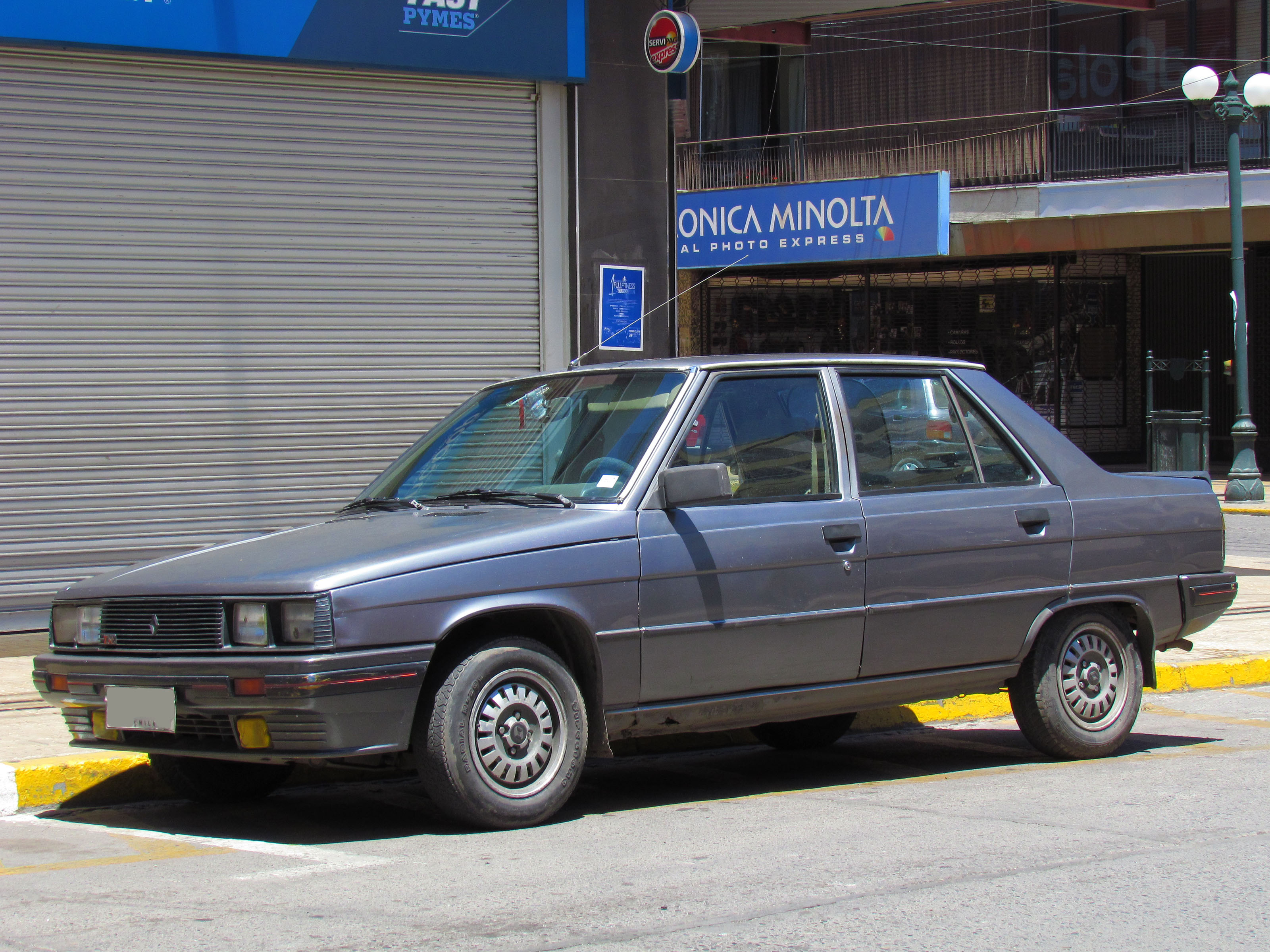
Una Renault 9 dopo il restyling del 1985

La produzione in Europa fu avviata nello stabilimento di Douai, nei pressi di Lilla. In questo stabilimento le Renault 9 erano assemblate utilizzando robot, in maniera tale da aumentare sensibilmente l'efficienza produttiva. Le doti di praticità della vettura, in rapporto alle sue dimensioni ed all'assenza di un vero portellone, valsero alla Renault 9 il titolo di Auto dell'anno del 1982. La vettura riuscì a prevalere su modelli con molte frecce nel loro arco, come la Opel Ascona C, la seconda serie della Volkswagen Polo e la seconda generazione della BMW Serie 5, classificatesi rispettivamente al secondo, terzo e quarto posto. La commercializzazione in Italia fu avviata solo a partire dal 2 gennaio 1982: nel nostro Paese la versione con cambio automatico era considerata come una vera e propria versione a sé. Alla fine del 1981, la produzione della Renault 9 già superò i 73.600 esemplari.
Un primo, significativo passo evolutivo della gamma R9 si ebbe alla fine del 1982, quando vennero introdotte le versioni diesel TD, GTD e TDE, mosse da un motore aspirato di 1.6 litri con potenza di 55 CV. Sempre nel 1982 la produzione fu avviata anche negli Stati Uniti, presso lo stabilimento AMC di Kenosha (Wisconsin), dove la Renault 9 fu prodotta con il nome di Renault Alliance. Nello stesso anno la gamma europea vide altri aggiornamenti, ma più di dettaglio, come ad esempio la cancellazione dell'allestimento TLE.
Nel 1983 fu lanciata la Renault 11, realizzata sulla base meccanica della R9 e destinata a sostituire con successo la ben più sfortunata R14.
Il lancio della nuova berlina a 2 volumi ebbe alcune ripercussioni sulla gamma della R9: l'allestimento GTS, per esempio, fu spostato sulla nuova arrivata e venne così eliminato dalla berlina a 3 volumi.
Ma di lì a poco l'influenza della 11 sulla gamma della Renault 9 ebbe anche effetti ben più deleteri: le maggiori doti di praticità della versione con portellone portarono ad un sensibile calo nelle vendite della compatta berlina a 4 porte. Per questo, nel 1984, si cercò di solleticare l'interesse della clientela proponendo due versioni di lusso, denominate GTX e TXE ed equipaggiate con il nuovo motore della Serie Fonte, della cilindrata di 1721 cm³ ed in grado di erogare fino a 90 CV di potenza massima.

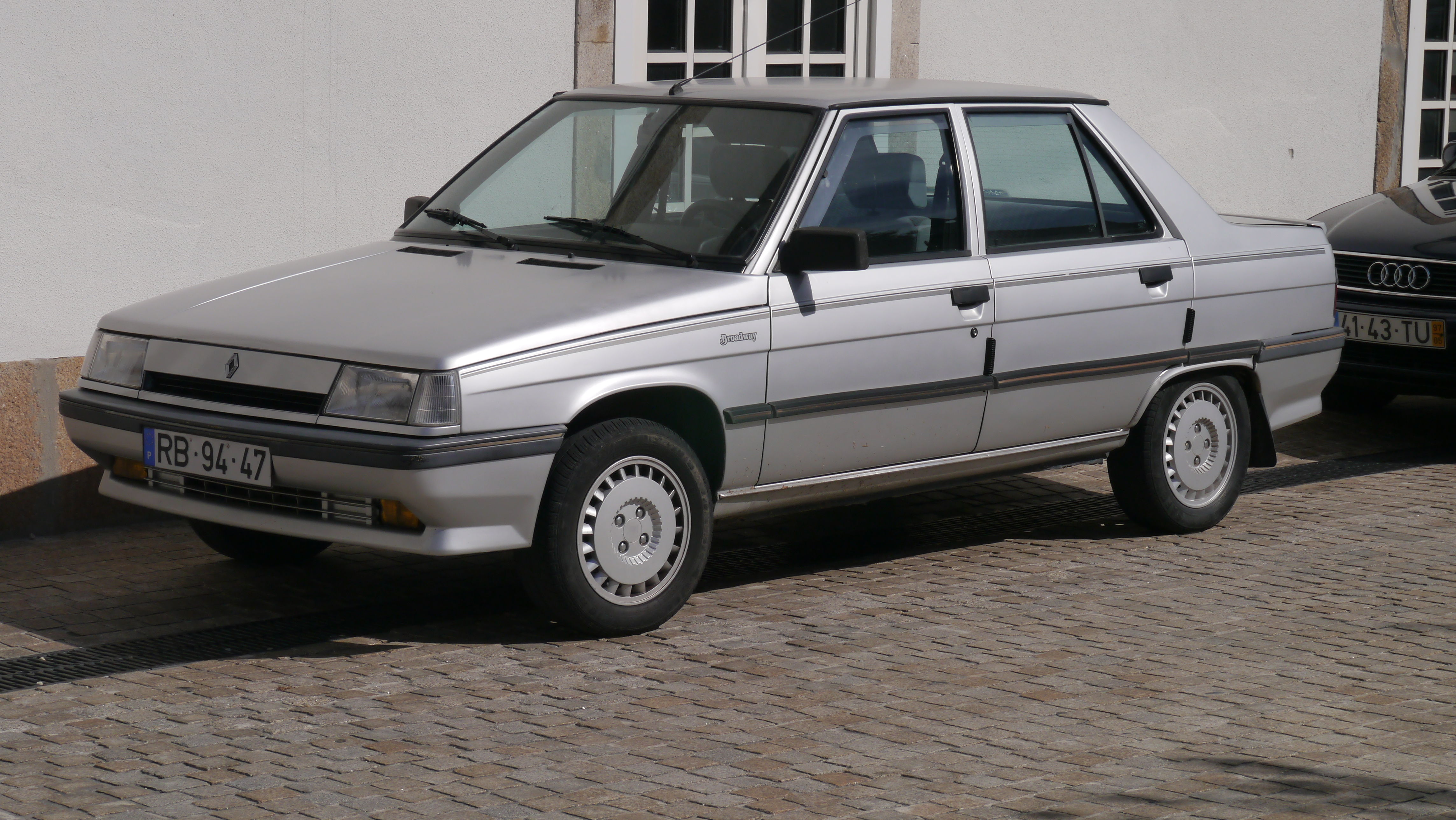
La Renault 9 dopo il secondo restyling del 1986

Allo stesso scopo, nel 1985 vi fu un restyling che coinvolse soprattutto il frontale, ora a fari sdoppiati e quindi unificato a quello della R11, e gli interni, dove fu adottato tra l'altro anche un nuovo volante con quattro razze. Nella stessa occasione fu introdotta anche una variante sportiva, denominata 9 Turbo e spinta da un motore derivato da quello montato sulla R5 Alpine Turbo, ma con potenza scesa da 110 a 105 CV. Per quanto riguarda le altre novità, il 1.4 da 60 CV fu portato a 68 CV mediante il montaggio di un carburatore doppio corpo. Tale motorizzazione andrà a sostituire i due motori 1.4 da 60 e da 72 CV utilizzati in precedenza.
Nella seconda metà del 1986 si ebbe un nuovo e più sostanzioso restyling (comune anche alla R11): a cambiare furono il frontale (con fari trapezoidali e calandra completamente liscia ed in tinta), i paraurti (ridisegnati e, sulle versioni top di gamma, in tinta), gli interni (nuova plancia, sedili e pannelli porta ridisegnati) e i motori. Alla base si ponevano ora le versioni TL e TLE, equipaggiate da un motore da 1.2 litri che prese il posto di quello da 1.1. In cima alla gamma, la TSE fu rimpiazzata dalle TS, TXE, GTX e GTE spinte dalla solita unità da 1.7 litri. Per quanto riguardava la 9 Turbo, essa ricevette l'unità motrice montata in quel periodo sulla Supercinque GT Turbo, un 1.4 sovralimentato da 115 CV.
La R9 lasciò il listino nel 1989, rimpiazzata dalla Renault 19 Chamade, mentre la versione compatta era stata introdotta già un anno prima. La produzione della 'R9, però, proseguì per tutti gli anni novanta in Turchia, Argentina, Colombia e Messico.
Pur non avendo ottenuto risultati clamorosi nelle vendite, la R9 riuscì almeno in parte ad arginare l'insuccesso della R14.

#### La Renault 9 Turbo

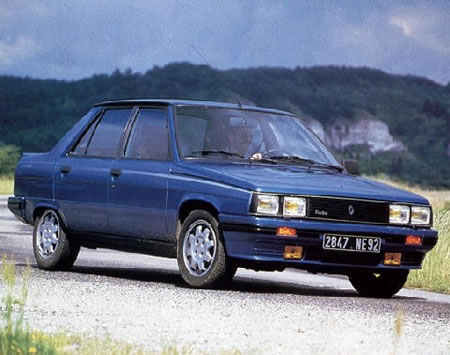
Una Renault 9 Turbo

La Renault 9 Turbo fu lanciata nel luglio del 1985 come versione di punta della gamma. Fu una sorpresa inattesa in quanto la "sorella" a 5 porte, ossia la R11, aveva già una versione turbo-benzina ed inoltre, per via della sua coda più sfuggente, meglio riusciva a sposare la sua linea ad un motore spinto, mentre la R9, con la sua linea classica a tre volumi, sembrava fatta per un utilizzo più tranquillo. Non solo, ma inizialmente la stessa Renault aveva lasciato intendere che vi sarebbe stata una sola versione sportiva basata sulla R11. E invece la Casa della Losanga stupì il pubblico introducendo il motore della Renault 11 Turbo (modello in listino già da un anno) sotto il cofano della Renault 9. Tra l'altro, proprio allo scopo di fugare i dubbi anche dai più scettici, furono introdotte anche alcune novità estetiche rispetto alla Renault 11 Turbo. E così, ecco che la Renault 9 Turbo sfoggiava nuovi paraurti in tinta ed altri particolari che nel complesso finirono per renderne il look addirittura più sportivo di quello della "sorella" a 5 porte. La calandra rimase quella a fari sdoppiati adottata dall'intera gamma nel corso del recente restyling.
Il motore della Renault 9 Turbo fu lo stesso della Renault 11 Turbo, vale a dire l'unità Cléon-Fonte da 1397 cm³ sovralimentata mediante turbocompressore. Si tratta di fatto dello stesso motore che a suo tempo ebbe equipaggiato le R5 Alpine Turbo e che in quel periodo era ancora presente sotto il cofano delle Supercinque GT Turbo, ma con potenza di 105 CV anziché 115. Tale motore, erede di una lunga dinastia di propulsori sportivi, fu progettato da René Vuaillat e dopo alcuni anni di versioni tranquille fece per la prima volta il suo debutto in chiave sportiva sotto il cofano delle indimenticate Renault 8 Gordini, con cubatura di 1.1 litri. Con tale motore la Renault 9 Turbo raggiungeva una velocità massima di 190 km/h, scattando da 0 a 100 km/h in appena 8"5, un dato assai rilevante per l'epoca.
Due anni dopo il lancio, la Renault 9 Turbo vide il proprio motore passare a 115 CV in occasione del secondo restyling, ma già nel 1988 sarebbe uscita di produzione assieme al resto della gamma. Il suo posto sarebbe stato preso in seguito dalla Renault 19 1.8 16v 4p.

### Caratteristiche tecniche
Ecco più nel dettaglio le caratteristiche di ogni versione della gamma della R9 prevista per il mercato europeo. I prezzi riportati sono in migliaia di lire e si riferiscono al livello di allestimento più basso ed al momento del debutto nel mercato italiano, laddove la versione indicata fosse prevista per tale mercato:
| Renault 9 |              |        |                |                                             |                |               |                    |                    |              |                     |                    |                    |                                             |
| Modello | Allestimenti | Motore | Cilindrata cm³ | Alimentazione                               | Potenza CV/rpm | Coppia Nm/rpm | Cambio/ N°rapporti | Massa a vuoto (kg) | Velocità max | Acceler. 0–100 km/h | Consumo (l/100 km) | Anni di produzione | Prezzo al debutto in Italia (in lire) x1000 |
| Versioni a benzina |              |        |                |                                             |                |               |                    |                    |              |                     |                    |                    |                                             |
| 9 1.1 | C, TC, GTC1  | C1E    | 1108           | Carburatore monocorpo                       | 48/5250        | 80.4/2500     | M/4                | 815                | 140          | 21"6                | 6.7                | 1981-86            | 8.089                                       |
| 9 1.2 | C,TC2        | C1G    | 1237           | Carburatore monocorpo                       | 55/5250        | 88/3000       | M/4                | 870                | 146          | 16"                 | 6.6                | 1986-88            | 13.064                                      |
| 9 1.4 | TL, GTL, TLE | C1J    | 1397           | Carburatore monocorpo                       | 60/5250        | 102/3000      | M/4                | 855                | 155          | 15"7                | 6.9                | 1981-85            | 9.330                                       |
| 9 1.4 | TL, GTL      | C1J    | 1397           | Carburatore monocorpo                       | 68/5250        | 109/3000      | M/4                | 860                | 160          | 13"1                | -                  | 1985-883           | -                                           |
| 9 1.4 | Automatica   | C1J    | 1397           | Carburatore monocorpo                       | 68/5250        | 109/3000      | A/3                | 895                | 153          | -                   | 7.7                | 1982-88            | 10.576                                      |
| 9 1.4 | TSE, GTS     | C1J    | 1397           | Carburatore doppio corpo                    | 72/5750        | 106/3500      | M/5                | 895                | 161          | 13"                 | 7.5                | 1981-85            | 10.596                                      |
| 9 Turbo | -            | C1J    | 1397           | Carburatore monocorpo + turbocompressore    | 105/5500       | 162/2500      | M/5                | 910                | 184          | 9"                  | 8                  | 1985-86            | 15.728                                      |
| 9 Turbo | -            | C1J    | 1397           | Carburatore monocorpo + turbo + intercooler | 115/5750       | 165/3000      | M/5                | 905                | 190          | 8"5                 | -                  | 1986-883           | -                                           |
| 9 1.7 | GTX, TXE     | F2N    | 1721           | Carburatore doppio corpo                    | 82/5000        | 135/3250      | M/5                | 900                | 170          | -                   | -                  | 1984-863           | -                                           |
| 9 1.7 | GTX, TXE     | F2N    | 1721           | Carburatore doppio corpo                    | 90/5500        | 138/3000      | M/5                | 895                | 177          | 10"7                | -                  | 1986-883           | -                                           |
| Versioni diesel |              |        |                |                                             |                |               |                    |                    |              |                     |                    |                    |                                             |
| 9 Diesel | TD, GTD, TDE | F8M    | 1595           | Diesel aspirato Iniezione indiretta         | 55/4800        | 100/2250      | M/5                | 920                | 146          | 16"                 | 6.1                | 1982-88            | 11.369                                      |
| Note: 1Previsto anche l'allestimento TCE per il mercato italiano 2Previsto anche l'allestimento TLE per il mercato italiano 3Non prevista per il mercato italiano |              |        |                |                                             |                |               |                    |                    |              |                     |                    |                    |                                             |

### La Renault 9 nel mondo
La Renault 9 (ma anche la "sorella" Renault 11) sono state prodotte anche per altri mercati in via di sviluppo e per molto più tempo rispetto alla produzione europea. Oltre a ciò, la Renault 9 è stata proposta anche nel mercato statunitense con il nome di Alliance.

#### La Renault Alliance
La Renault Alliance (nota anche come AMC Alliance) era in pratica la Renault 9 rivista per i mercati nordamericani (USA, Canada e Messico). Del corpo vettura rimasero pressoché immutate le linee principali firmate da Robert Opron, ma gli interni ed alcuni elementi stilistici esterni furono ripensati per incontrare i gusti della clientela d'oltreoceano. Autore di queste rivisitazioni fu Richard Teague, che conferì un look più "americaneggiante" ed interni più eleganti e lussuosi alla compatta vetture di origine francese, e che negli States veniva considerata come "subcompact". Teague era responsabile per il design del gruppo AMC, con il quale la Casa di Billancourt aveva stretto un accordo nel 1979 per lo scambio reciproco dei modelli da un mercato all'altro. Perciò la Alliance cominciò ad essere assemblata nello stabilimento AMC di Kenosha, nel Wisconsin (USA). La vettura dovette essere adeguata agli standard di sicurezza americani, per cui fu dotata di paraurti maggiorati, più sporgenti.
Per quanto riguarda la gamma motori, la Alliance dovette subire anche in questo caso rivisitazioni in maniera tale da soddisfare le normative americane antinquinamento, per cui fu proposta con un motore 1.4 derivato da quelli della produzione europea, ma con alimentazione ad iniezione e potenza ridotta. Così, tale motore fu proposto in una variante da 64 CV (contro i 72 CV del 1.4 più potente disponibile sulle Renault 9 europee). Il sistema di iniezione, già collaudato sulle Renault commercializzate in Nordamerica, proveniva dalla Le Car, ossia dalla Renault 5 prevista per gli USA. Quanto alla trasmissione, essa poteva contare su un cambio manuale a 4 o a 5 marce, oppure su un automatico a 3 rapporti, quindi non si era molto distanti dalla gamma dei cambi disponibili in Europa.
La Alliance fu presentata nel giugno 1982: pur venendo commercializzata come Renault Alliance, essa recava anche il marchio della AMC. Al suo debutto la Alliance vide una rivale agguerrita nella Ford Escort americana, ma anche nelle varie Plymouth Horizon e Dodge Omni, nonché nella Chevrolet Chevette. La Alliance fu proposta con carrozzeria berlina a 2 o 4 porte. Proprio la presenza di questi ultimi modelli con portellone spinse Renault ed AMC a proporre per i mercati nordamericani anche la Renault 11, commercializzata come Renault Encore. Il successo fu inizialmente buono: il prezzo elevato dei carburanti spinse la clientela ad orientarsi su modelli come la Alliance. Ma di lì a poco si ebbe un crollo dei prezzi del carburanti che favorì invece la vendita di modelli di fascia più alta, relegando a fasce di mercato marginali la Alliance. Ma alla AMC non ci si arrese e la gamma fu arricchita con l'arrivo di un nuovo motore da 1.7 litri, strettamente derivato da quello utilizzato in Europa, ma anche in questo caso con iniezione elettronica e con potenza ridotta da 82 a 78 CV. In aggiunta alla versione 1.7 fu introdotta anche un'inedita cabriolet, denominata Alliance Convertible, caratterizzata da una linea molto elegante.
Alla fine del 1985 vi fu un aggiornamento estetico molto lieve, consistente nell'introduzione di un listello cromato sopra i fari anteriori e di catadiottri sui fari posteriori. Un secondo restyling si ebbe un anno dopo con l'eliminazione del frontale a doppi fari in favore di un unico gruppo ottico che comprendeva anche gli indicatori di direzione, ormai scomparsi dai paraurti. Nella medesima occasione, la Encore fu ribattezzata Alliance Hatchback, divenendo così una versione in più della gamma Alliance. Ed ancora, per gli ultimi mesi di commercializzazione, la Alliance fu proposta anche in una versione a tiratura limitata, denominata GTA e caratterizzata da un kit di carrozzeria sportivo e da un motore da 2 litri in grado di erogare fino a 95 CV di potenza massima.
Nell'agosto del 1987 la Alliance fu tolta di produzione dopo essere stata prodotta in 464 000 esemplari (escluse le versioni Hatchback, che vengono generalmente integrate nella produzione della Encore), di cui 3.500 GTA e 10.600 cabriolet.

#### Le altre Renault 9

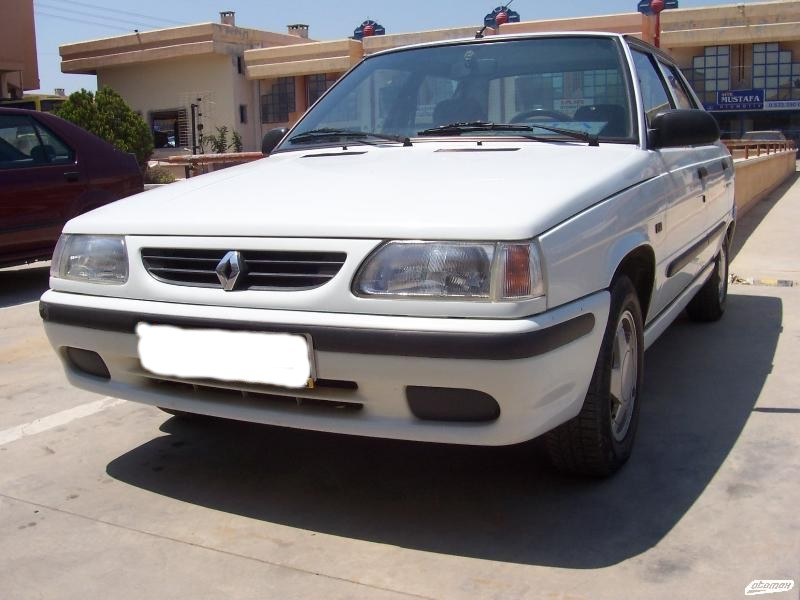
Il frontale ristilizzato di una Renault 9 prevista per il mercato turco.

La Renault 9 fu commercializzata in svariati Paesi emergenti:
- Argentina: nel 1987, mentre la produzione della Alliance in Nordamerica stava volgendo al termine e mentre in Europa veniva lanciata la Renault 19, destinata poco tempo dopo a sostituire la Renault 9, quest'ultima cominciò ad essere prodotta in Argentina, presso lo stabilimento Renault di Santa Isabel, nei pressi della città di Córdoba. La produzione, protrattasi fino al 1997, coinvolse in seguito anche la CIADEA, ossia la società nata dopo la vendita dello stabilimento ad un imprenditore locale. Le motorizzazioni previste per la R9 argentina erano due, ossia il 1.4 Cléon ed il 1.6 della Serie K. In totale furono prodotte 144.262 Renault 9, molte delle quali ancora circolanti oggigiorno.
- Colombia: dal 1983 la vettura cominciò ad essere prodotta dalla SOFASA, ossia la filiale Renault in Colombia. In tale mercato, la Renault 9 fu proposta nelle versioni di base con un motore da 1.3 litri (ottenuto riducendo la cilindrata dell'unità da 1.4 litri). Solo in seguito arrivò un vero 1.4 a completare la gamma. In seguito al restyling del 1986, la Renault 9 colombiana divenne nota anche con il nome di Gama 2. Nel 1992, quando ormai la Renault 9 era da tempo fuori produzione in Europa, la Renault 9 colombiana fu rinnovata nella gamma e proposta con il solito 1.3 di base, ma anche con un nuovo 1.6 derivato da quello della normale produzione Renault dell'epoca. Nel 1996 la Renault 9 fu proposta anche con un pacchetto di personalizzazione in base ai gusti dei clienti, mentre nel 1997 venne introdotta un Renault 9 con motore ad iniezione e con interni completamente ridisegnati. La produzione terminò nel 1999: la Renault 9 colombiana fu la Renault 9 più longeva in assoluto e venne sostituita dalla Mégane prima serie e dalla Renault 19, all'epoca ancora presente nel listino colombiano.
- Spagna: dal 1982 al 1988 la Renault 9 fu prodotta anche in un altro sito europeo, quello della Renault-FASA di Valladolid, dove furono assemblati 245.549 esemplari, di cui 194.268 destinati al mercato interno. La gamma motori era composta dalle due varianti del 1.4 proposto anche nel resto d'Europa, ossia quella da 60 Cv e quella da 72 CV, rispettivamente con carburatore monocorpo e doppio corpo.
- Turchia: se in Colombia la Renault 9 ha conosciuto la carriera più duratura, in Turchia è stata invece la Renault 9 la cui produzione è stata fatta cessare per ultima. La vettura ha cominciato infatti ad essere prodotta nel 1985 presso lo stabilimento Renault di Bursa, per terminare nel 2000. Nel corso degli anni novanta, la gamma fu sottoposta a diversi aggiornamenti, tra cui l'introduzione di un inedito 1.4 ad iniezione ed un restyling specifico per i modelli prodotti in Turchia, restyling avvenuto nel 1996.